# Dolopsidea mongolica
Dolopsidea mongolica är en stekelart som först beskrevs av Telenga 1941.  Dolopsidea mongolica ingår i släktet Dolopsidea och familjen bracksteklar. Inga underarter finns listade i Catalogue of Life.